# Danuta Kozák
Pour les articles homonymes, voir Kozak.
Danuta Kozák, née le 11 janvier 1987, est une kayakiste hongroise pratiquant la course en ligne. Elle est notamment quintuple championne olympique de kayak (deux titres en 2012 et trois titres en 2016).
Elle est sacrée championne olympique de kayak en monoplace aux Jeux olympiques d'été de 2012 à Londres et aux Jeux olympiques d'été de 2016 à Rio de Janeiro, en kayak biplace aux Jeux olympiques d'été de 2016 avec Gabriella Szabó à Rio de Janeiro et en kayak quatre places avec Katalin Kovács, Krisztina Fazekas et Gabriella Szabó aux Jeux olympiques d'été de 2012 à Londres sur 500 m.